# بيدرو كايشينيا
بيدرو كايشينيا (بالبرتغالية: Pedro Caixinha‏) (15 نوفمبر 1970 بباجة في البرتغال - ) هو مدرب كرة قدم ولاعب كرة قدم برتغالي في مركز حراسة المرمى. لعب مع نادي رينجرز وC.D. Beja ‏.

## روابط خارجية
- بيدرو كايشينيا على موقع قاعدة بيانات كرة القدم.إي يو (الإنجليزية)